# Грибське
Грибське (рос. Грибское) — село у Благовєщенському районі Амурської області Російської Федерації. Розташоване на території українського історичного та етнічного краю Зелений Клин.
Входить до складу муніципального утворення Грибська сільрада. Населення становить 1000 осіб .

## Історія
З 8 квітня 1937 року належало до новоутвореного Благовєщенського району Амурської області.
Після того, як указом Президії Верховної Ради РРФСР від 1 лютого 1963 року Благовіщенський район був скасований, село увійшло до складу Іванівського району, допоки 30 грудня 1966 року Благовіщенський район був відновлений.
З 21 вересня 2005 року входить до складу муніципального утворення Грибська сільрада.

## Населення
| 2002 | 2010  | 2012 | 2013 | 2014 | 2015 | 2016 |
| ---- | ----- | ---- | ---- | ---- | ---- | ---- |
| 829  | ↗972  | ↗978 | ↗983 | ↘976 | ↗977 | ↘967 |
| 2017 | 2018  |      |      |      |      |      |
| ↗990 | ↗1000 |      |      |      |      |      |